# Spirit Caravan
A Spirit Caravan amerikai doom metal/stoner rock együttes volt.

## Története
A zenekart a The Obsessed énekes-gitárosa, Scott Weinrich alapította 1996-ban, miután az az együttes feloszlott. Mellette Dave Shermann énekes-basszusgitáros (ex-Wretched), illetve Gary Isom dobos (ex-Unorthodox) szerepelt. Eredetileg "Shine" volt a nevük. Amikor egy ugyanilyen nevű együttes perrel fenyegette őket, Spirit Caravanra változtatták nevüket, az Obsessed egyik dala után. 2002-ben feloszlottak, majd 2013-tól 2016-ig újból összeálltak. Az eredeti felállás koncertezett ebben az időben, bár Gary Isom dobost 2014-ben Henry Vasquez váltotta le. 2016-ban Scott Weinrich bejelentette, hogy a Spirit Caravan felállása az Obsessedben folytatja, és Obsessed és Spirit Caravan számokat játszanak. Ezáltal a Spirit Caravan gyakorlatilag feloszlott.

## Tagok
Utolsó felállás
- Scott Weinrich - gitár (1996-2002, 2014-2016)
- Dave Sherman - basszusgitár, ének (1996-2002, 2014-2016)
- Brian Constantino - dob (2014-2016)

Korábbi tagok
- Gary Isom - dob (1996-2002, 2014)
- Ed Gulli - dob (2015)

Egyéb tagok
- Henry Vasquez (ex-Saint Vitus) - dob (2014)

## Diszkográfia
Stúdióalbumok
- Jug Fulla Sun (1999)
- Elusive Truth (2001)

EP-k
- Lost Sun Dance (Shine néven, 1998)
- Dreamwheel (1999)
- Darkness and Longing (split lemez a Sixty Watt Shamannal, 1999)
- So Mortal Be (2002)

Válogatások
- The Last Embrace (2004)